# 安德魯檔案系統
安德魯檔案系統（英語：Andrew File System，縮寫為AFS），一種分散式檔案系統，由卡內基美隆大學開發的檔案系統。於1982年開始開發，是安德魯計劃的一部份，為了紀念安德鲁·卡内基與安德鲁·W·梅隆而命名，用於分布式计算之中。AFS系統仍然屬於IBM公司，OpenAFS、Arla與Coda是它的開放原始碼版本與分支版本。

## 歷史
安德魯檔案系統最早是為了學術研究而開發，作為研究及校園內使用。
1987年，卡內基梅隆大學由AFS-2中，分支出Coda，主要是使用於筆記型電腦上。
1989年，Transarc公司取得AFS的商業性開發權利，開始銷售AFS，提供商業使用。1993年，瑞典皇家工学院利用AFS的分支，開發了Arla。1994年，IBM併購了Transarc公司，同時也得到這套軟體。
2000年8月，IBM將AFS 3.6版，公開釋出，作為開放原始碼軟體，稱為OpenAFS。但IBM仍然擁有AFS。OpenAFS被公開釋出之後，影響了NFSv4的開發。
開放軟體基金會在開發分散式運算環境時，其中的DCE分散式檔案系統也是源自安德魯檔案系統的一個分支。